# غريغوري كامبل (لاعب هوكي جليد)
غريغوري كامبل هو لاعب هوكي جليد كندي، ولد في 17 ديسمبر 1983 في لندن في كندا.

## وصلات خارجية
- غريغوري كامبل على موقع دوري الهوكي الوطني (الإنجليزية)
- غريغوري كامبل على موقع قاعة مشاهير الهوكي (لاعب أن.إتش.أل) (الإنجليزية)
- غريغوري كامبل على موقع EliteProspects.com (الإنجليزية)
- غريغوري كامبل على موقع Eurohockey.com (الإنجليزية)
- غريغوري كامبل على موقع HockeyDB.com (الإنجليزية)
- غريغوري كامبل على موقع Hockey-Reference.com (الإنجليزية)